# Werner Kirschner
Werner Kirschner (* 21. März 1938 in Lobendau, Tschechoslowakei; † 23. April 2019 in Bad Schandau) war ein deutscher Politiker (SPD) und von 1972 bis 1994 Mitglied des Niedersächsischen Landtages.

## Leben
Werner Kirschner besuchte nach der Vertreibung der Familie aus der Tschechoslowakei ab 1945 zunächst die Volksschule in Sebnitz in Sachsen, ab dem Jahr 1951 die Volksschule und Oberschule in Hamburg-Rahlstedt und ab 1955 die Freie Waldorfschule in Benefeld bei Walsrode, wo er 1959 die Reifeprüfung ablegte. Er studierte an den Technischen Universitäten in Karlsruhe und in Braunschweig, legte seine Diplomprüfung zum Dipl.-Ing. im Maschinenbau zu einem Thema aus der Verfahrenstechnik ab und arbeitete in der Folge bis 1972 als wissenschaftlicher Mitarbeiter und wissenschaftlicher Assistent der Technischen Universität Braunschweig.
Er engagierte sich politisch in der Arbeitsgemeinschaft der Jungsozialisten. Weiterhin übernahm er verschiedene Funktionen in der SPD und wurde Vorsitzender des Fachausschusses Sport der niedersächsischen SPD. Von 1968 bis 1983 war er Mitglied des Rates der Gemeinde Vechelde, darunter elf Jahre als Bürgermeister der Gemeinde. Ab dem Jahr 1986 war er Mitglied des Rates der Gemeinde Ilsede. In den Jahren 1972 bis 1974 war er Abgeordneter des Kreistages im Landkreis Braunschweig und aufgrund der Gebietsreform in Niedersachsen ab 1974 Abgeordneter des Kreistages im Landkreis Peine. Dort übernahm er den Vorsitz der SPD-Fraktion.
Vom 4. Oktober 1972 bis 20. Juni 1994 war er Mitglied des Niedersächsischen Landtages (7. bis 12. Wahlperiode), in dieser Zeit übernahm er vom 9. Juni 1978 bis 22. November 1983 für die SPD-Landtagsfraktion das Amt des stellvertretenden Vorsitzenden.
Nach seinem Ausscheiden aus dem Landtag betätigte sich Kirschner bis 2006 als Geschäftsführer der von ihm gegründeten Weka-Touristik GmbH mit Sitz in Bad Schandau, die fünf Hotels in der Sächsischen Schweiz betrieb. Im Jahr 2010 ging das Unternehmen, an dem Kirschner noch mit 30 Prozent beteiligt war, in die Insolvenz. 
Werner Kirschner starb am 23. April 2019 im Alter von 81 Jahren in Bad Schandau.

## Öffentliche Ämter
Kirschner war Mitglied des Aufsichtsrates der Überlandwerke Braunschweig, Mitglied des Aufsichtsrates der Gemeinnützigen Berufsbildungs- und Beschäftigungsgesellschaft Landkreis Peine mbH, Mitglied des Beirates der Landesgas, Mitglied des Vorstandes der Braunschweigischen Landschaft und Mitglied der Verbandsversammlung des Großraumverband Braunschweig bis zu dessen Auflösung 1978. 